# Eucharitolus geometricus
Eucharitolus geometricus là một loài bọ cánh cứng trong họ Cerambycidae.